# Lüchow (Lauenburg)
Lüchow ist eine Gemeinde im Kreis Herzogtum Lauenburg in Schleswig-Holstein.

## Geographie

### Lage und Gliederung der Gemeinde
Das Gemeindegebiet von Lüchow erstreckt sich im südöstlichen Teilbereich des Naturraums Ostholsteinisches Hügel- und Seenland (Haupteinheit Nr. 702) am südlichen Ufer der Steinau westlich vom Duvenseer Moor. Siedlungsgeographisch wird die Gemeinde nicht weiter unterteilt, sie besteht aus dem Dorf gleichen Namens als einzigem Wohnplatz.

### Nachbargemeinden
Unmittelbar angrenzende Gemeindegebiete von Lüchow sind:
|             | Labenz                                      |          |
| Sandesneben | Kompassrose, die auf Nachbargemeinden zeigt | Duvensee |
|             | Sirksfelde, Ritzerau                        |          |

## Geschichte
Im Jahre 1230 wurde die slawische Ortsgründung im Ratzeburger Zehntregister erstmals erwähnt. Der Besitz des Ortes wechselte mehrfach zwischen Lauenburg und Lübeck. Seit den 1920er Jahren finden in und um Lüchow archäologische Ausgrabungen steinzeitlicher Wohn- und Grabplätze statt. Im Sommer 1945 wurde eine größere Zahl von Flüchtlingen aus Ostpreußen aufgenommen.

## Politik

### Gemeindevertretung
Seit der Kommunalwahl 2023 wird die Gemeindevertretung von Lüchow ausschließlich von Kandidaten der „AAB“ (Aktive Aktionsgemeinschaft Bürger Lüchows) getragen.

### Wappen
Blasonierung: „In Grün eine silberne rechte Wellenflanke mit blauem Wellenpfahl. Links über einen goldenen Torfkarren ein goldenes Hufeisen mit nach oben gekehrtem Stollen.“

## Verkehr
Die Gemeinde ist im motorisierten Individualverkehr über die Ratzeburger Kreisstraße 33 an die westlich verlaufende schleswig-holsteinische Landesstraße 92 zwischen Labenz und Sandesneben angeschlossen.

## Persönlichkeiten
- Gerda Schmidt-Panknin (* 1920 in Lüchow; † 2021 in Kappeln), Malerin